# Alioune Ndour
Alioune Ndour (Dakar, 1997. október 21. –) szenegáli labdarúgó, a belga Zulte-Waregem csatárja.

## Pályafutása
Ndour a szenegáli fővárosban, Dakarban született. Az ifjúsági pályafutását a helyi Dakar SC akadémiájánál kezdte.
2015-ben mutatkozott be az egyesült arab emírségekbeli Khor Fakkan felnőtt csapatában. 2017-ben a norvég másodosztályban szereplő Florø csapatához szerződött. 2019-ben a Sogndalhoz szerződött.
2021. február 8-án három éves szerződést kötött az első osztályú Haugesund együttesével. Először a 2021. május 24-ei, Stabæk elleni mérkőzés 76. percében Thore Baardsen Pedersen cseréjeként lépett pályára. Két fordulóval később megszerezte első gólját is a Viking ellen. 2021. október 17-én, a Mjøndalen ellen 7–0-ra megnyert mérkőzésen mesterhármast szerzett.
2022. szeptember 6-án négyéves szerződést kötött a belga első osztályban érdekelt Zulte-Waregemmel.

## Statisztikák
2022. szeptember 17. szerint
| Klub          | Szezon   | Osztály        | Bajnokság | Bajnokság | Kupa  | Kupa | Nemzetközi | Nemzetközi | Összesen | Összesen |
| Klub          | Szezon   | Osztály        | Meccs     | Gól       | Meccs | Gól  | Meccs      | Gól        | Meccs    | Gól      |
| ------------- | -------- | -------------- | --------- | --------- | ----- | ---- | ---------- | ---------- | -------- | -------- |
| Florø         | 2017     | OBOS-ligaen    | 11        | 0         | 0     | 0    | —          | —          | 11       | 0        |
| Florø         | 2018     | OBOS-ligaen    | 25        | 3         | 1     | 0    | —          | —          | 26       | 3        |
| Florø         | Összesen | Összesen       | 36        | 3         | 1     | 0    | 0          | 0          | 37       | 3        |
| Sogndal       | 2019     | OBOS-ligaen    | 15        | 5         | 2     | 0    | —          | —          | 17       | 5        |
| Sogndal       | 2020     | OBOS-ligaen    | 25        | 9         | —     | —    | —          | —          | 25       | 9        |
| Sogndal       | Összesen | Összesen       | 40        | 14        | 2     | 0    | 0          | 0          | 42       | 14       |
| Haugesund     | 2021     | Eliteserien    | 26        | 7         | 1     | 0    | —          | —          | 27       | 7        |
| Haugesund     | 2022     | Eliteserien    | 18        | 9         | 1     | 0    | —          | —          | 19       | 9        |
| Haugesund     | Összesen | Összesen       | 44        | 16        | 2     | 0    | 0          | 0          | 46       | 16       |
| Zulte-Waregem | 2022–23  | Jupiler League | 2         | 0         | 0     | 0    | —          | —          | 2        | 0        |
| Összesen      | Összesen | Összesen       | 122       | 33        | 5     | 0    | 0          | 0          | 127      | 33       |

## Fordítás
Ez a szócikk részben vagy egészben  az   Alioune Ndour című angol Wikipédia-szócikk fordításán alapul.  Az eredeti cikk szerkesztőit annak laptörténete sorolja fel. Ez a jelzés csupán a megfogalmazás eredetét és a szerzői jogokat jelzi, nem szolgál a cikkben szereplő információk forrásmegjelöléseként.